# NGC 2634
NGC 2634 (również PGC 24749 lub UGC 4581) – galaktyka eliptyczna (E1), znajdująca się w gwiazdozbiorze Żyrafy. Odkrył ją Ernst Wilhelm Leberecht Tempel 11 sierpnia 1882 roku. W jej pobliżu znajduje się galaktyka PGC 24760, często nazywana też NGC 2634A.